# 45-мм танковая пушка образца 1932/38 годов (20-К)
45-мм танковая пушка образца 1932/38 годов (заводской индекс — 20К) — советская артиллерийская система, предназначенная для установки на бронетехнику.

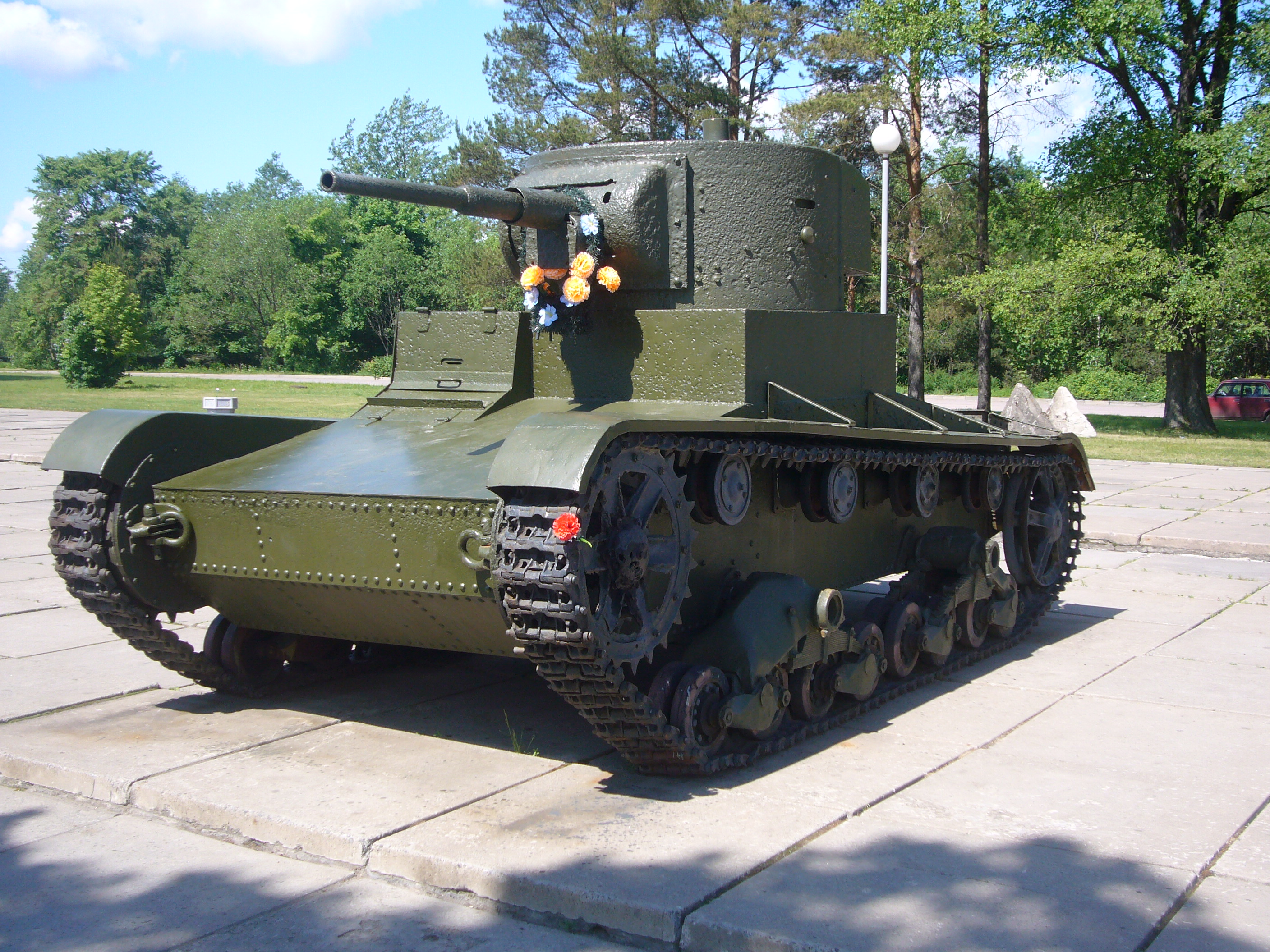
Танк Т-26 с пушкой 20-К, Кировск

## История создания
Создана в КБ завода № 8 (Московский орудийный завод им. М. И. Калинина) на базе 45-мм противотанковой пушки 19К. После успешных испытаний во II квартале 1932 года была принята к серийному производству.
В начале 1933 года в том же КБ под руководством Беринга (ведущий конструктор И. А. Лялин) был разработан технический проект монтажа в танк спаренной установки 45-мм пушки и 7,62-мм пулемёта ДТ. 

## Производство
С 1932 года пушки 20К серийно производились на заводе № 8.
| Год        | Производитель     | 1932  | 1933  | 1934  | 1935  | 1936  | 1937  | 1938  | 1939  | 1940  | 1941  | 1942  | 1943  | Всего |
| ---------- | ----------------- | ----- | ----- | ----- | ----- | ----- | ----- | ----- | ----- | ----- | ----- | ----- | ----- | ----- |
| 45-мм 20-К | № 8 (Калининград) | 10*   | 2589  | 2005  | 2443  | 2236  | 1988  | 3604  | 3949  | 3230  | 2759  |       |       | 24813 |
| 45-мм 20-К | № 235 (Воткинск)  |       |       |       |       |       |       |       |       |       |       | 5090  | 3040  | 8130  |
| Всего      | Всего             | Всего | Всего | Всего | Всего | Всего | Всего | Всего | Всего | Всего | Всего | Всего | Всего | 32943 |

*Из них 8 серийных
Пушки 20К несколько раз модифицировались. Так, орудие обр. 1934 года отличалось от обр.1932 года устройством полуавтоматики, противооткатных систем, подъемного механизма и т. д., а в обр. 1938 года был введен электроспуск.

## Применение
Устанавливалась на следующих боевых машинах:
- БА-3 — средний бронеавтомобиль.
- ПБ-4 — средний плавающий бронеавтомобиль.
- БА-5 — опытный средний бронеавтомобиль.
- БА-6 — средний бронеавтомобиль.
- БА-10 — средний бронеавтомобиль.
- БА-11 — тяжёлый бронеавтомобиль.
- БДТ — тяжелая бронедрезина.
- Т-18  — легкий танк, часть из которых подверглась перевооружению для использования в укрепленных районах (УР).
- Т-26 — лёгкий танк.
- Т-45 — опытный лёгкий танк.
- Т-126 (СП) — опытный лёгкий танк.
- Т-50 — лёгкий танк.
- Т-70 — лёгкий танк.
- Т-80 — лёгкий танк.
- БТ-5 — лёгкий колёсно-гусеничный танк.
- БТ-7 — лёгкий колёсно-гусеничный танк.
- ПТ-1 и ПТ-1А — опытные лёгкие плавающие колёсно-гусеничные танки.
- Т-46 — лёгкий колёсно-гусеничный танк.
- КВ-1 (У-0) — прототип тяжелого танка КВ.
- КВ-8 — тяжелый огнеметный танк.
- Т-35 — тяжёлый танк.
- СМК и Т-100 — опытные тяжелые танки.
- БТ-20 (А-20) — опытный лёгкий колёсно-гусеничный танк.
- СУ-45 — опытная легкая противотанковая САУ.
- КВ-7 — опытная тяжелая САУ.
- ХТЗ-16 — импровизированная боевая машина (бронетрактор).
- Т-26Е — финская модификация экспортного английского легкого танка Vickers Mk E.
- R35/45 — румынская модификация экспортного французского легкого танка Renault R35.
- TACAM R-1 – румынский истребитель танков.

## «Ленинградка»
Когда к начале осени 1941 года Ленинград оказался в блокаде, а отошедшие к нему войска Северного (с 8.09.1941 – Ленинградского) фронта понесли огромные потери в артиллерии, советские артиллеристы нашли выход: производство 45-мм танковых пушек 20-К и казематных 45-мм орудий ДОТ-4 на Ижорском заводе и на машиностроительном заводе «Арсенал» № 7 имени Фрунзе было прекращено, а оставшийся большой запас стволов к этим пушкам стали производить как полевые орудия на упрощённом колёсном лафете. Проект по переделке пушек 20-К и ДОТ-4 в полевые противотанковые орудия в считанные дни разработал инженер КБ завода № 7 Николай Антонов. 45-мм противотанковая пушка упрощённой конструкции «7–33» в войсках получила прозвище «Ленинградка». Во время войны было выпущено 1689 таких орудий. По другим данным всего завод № 7 выпустил 657шт.
. И ещё любопытный факт: когда в окруженном городе наступил «снарядный голод», то обнаруженные в арсенале Балтийского флота большие запасы невостребованных 47-мм стальных противоминных осколочно-фугасных снарядов от пушек Гочкиса путём стачивания ведущих медных поясков на два миллиметра были превращены в 45-мм бронебойные снаряды для «ленинградки».